# Club Deportivo Palencia Club de Fútbol
El Club Deportivo Palencia Club de Fútbol, S. A. D., más conocido como Palencia C. F., es un club de fútbol español de la ciudad de Palencia, fundado el 5 de marzo de 2013. Compite en la Tercera Federación.

## Historia
Fundado el 5 de marzo de 2013 tras la disolución del Club de Fútbol Palencia, el club se denominó inicialmente Club Deportivo Atlético Palencia 1929. Adscrito inicialmente a la Primera Provincial de Aficionados, el Atlético Palencia logró el ascenso a la Primera Regional de Aficionados en 2015. En 2019, el club pasó a llamarse Club Deportivo Palencia Club de Fútbol, y logró el ascenso a la Tercera División RFEF en 2021.

## Temporadas
| Temporada | Nivel | División  | Puesto | Copa |
| --------- | ----- | --------- | ------ | ---- |
| 2013–14   | 6     | 1.ª Prov. | 8.º    |      |
| 2014–15   | 6     | 1.ª Prov. | 2.º    |      |
| 2015–16   | 5     | 1.ª Reg.  | 12.º   |      |
| 2016–17   | 5     | 1.ª Reg.  | 8.º    |      |
| 2017–18   | 5     | 1.ª Reg.  | 13.º   |      |
| 2018–19   | 5     | 1.ª Reg.  | 12.º   |      |
| 2019–20   | 5     | 1.ª Reg.  | 7.º    |      |
| 2020–21   | 5     | 1.ª Reg.  | 1.º    |      |
| 2021–22   | 5     | 3.ª RFEF  | 8.º    |      |
| 2022–23   | 5     | 3.ª FED   | 12.º   |      |
| 2023–24   | 5     | 3.ª FED.  | 7.º    |      |
| 2024–25   | 5     | 3.ª FED.  | 14.°   |      |

- 4 temporada en Tercera División RFEF